# Совершенно секретно (газета)
«Соверше́нно секре́тно» — советское и российское ежемесячное международное общественно-политическое издание. Входит в медиахолдинг «Совершенно секретно». Поддерживает партнёрские отношения с PR-агентством «Тайный советник». По состоянию на 2019 год, «Совершенно секретно» печаталась в Алма-Ате, Риге, Тарту, Тбилиси и Хабаровске. Объём газеты (по состоянию на 2022 год) — 24 цветные полосы.

## История
Газета основана в 1989 году писателем Юлианом Семёновым, он же и придумал название. В свои первые годы была довольно популярным изданием. Для покупки выстраивалась очередь. Фиксированной цены не имела, но, к примеру в г. Ленинграде продавалась за 1 рубль. Ныне содержащееся на логотипе газеты утверждение, что наряду с Юлианом Семеновым основателем газеты является Артём Боровик, не соответствует действительности, так как последний пришёл в газету позже, когда она уже выходила.
Дмитрий Лиханов вспоминал:
Настоящими расследованиями я занялся несколько позднее, когда вместе с покойным ныне Юлианом Семёновым начали делать первые номера «Совершенно Секретно». Со мной был Женя Додолев, позднее присоединился к нашей компании Артём Боровик, которого я очень долго уговаривал перейти в новую газету. «Совершенно секретно» стала первой частной газетой в СССР с тиражом в несколько миллионов экземпляров. У нас, её обозревателей, был абсолютный carte blanche. Мы могли летать в любую точку планеты с синими служебными паспортами и писать о чём пожелаем.
Ольга Семёнова рассказывала в одном из интервью:
Юлиан Семёнов никогда не был сребролюбив и одним из первых занялся в России благотворительной деятельностью… В основанной им газете «Совершенно секретно» получал символическую зарплату — 1 рубль в год.
На официальном сайте холдинга подчеркивается отличие этого издания от конкурентов того периода:
Разница между «Совершенно секретно» и «Огоньком» или «Московскими новостями» была только в одном: свою газету Юлиан Семёнов создал с чистого листа. Этот амбициозный человек, у которого было все — и всенародная слава, и полный достаток, обеспеченный 12-миллионным тиражом его бестселлеров, — никогда не останавливался на достигнутом и всегда хотел быть первым. И «Совершенно секретно» вошла в историю отечественной журналистики как первое независимое, негосударственное СМИ в нашем послереволюционном отечестве.
В «Энциклопедии отечественного кино» отмечено:

Как и большинство перестроечных изданий, новая газета эклектична, однако эклектика здесь является не изъяном, но осознанно выбранным принципом. Пресловутые «белые пятна» истории закрашиваются преимущественно жёлтой краской, издатели и не скрывают своего желания развлечь почтеннейшую публику. Так, задолго до гламура в отечественной прессе воцаряется бульвар, пока ещё обильно сдобренный общественно-политическим пафосом. Интервью с польским диссидентом Адамом Михником здесь может соседствовать с детективом Джона Ле Карре, публикации Льва Троцкого и Николая Бердяева — с мемуарами Гарри Каспарова и гороскопами. Среди «золотых перьев» газеты — и сделавший себе имя на скандальных публикациях журналист Евгений Додолев, и серьёзный экономист Татьяна Корягина.

В первое время печаталась в Эстонии, где под руководством бывшего корреспондента газеты «Советская Эстония» Михаила Рогинского действовал Таллинский центр Московской штаб-квартиры Международной ассоциации детективного и политического романа (сокр. Таллинский центр МШК МАДПР). Как отмечалось, «в конце 80-х издание раскупалось, едва попадая на прилавки».
Печаталась в разных республиках СССР, франчайзинг был организован за счёт того, что сотрудники газеты совмещали работу с ведением программы «Взгляд», в эфире которой и рекламировали своё издание.
После смерти Семёнова его квартира-мастерская оказалась в собственности Артёма Боровика, о чём много лет спустя рассказала дочь основателя «Совершенно секретно» Ольга Семёнова.
Эдуард Лимонов в своей «Книге мёртвых» цитирует журнал «Профиль» (№ 47/48, декабрь 1998):
На исходе 80-х писатель Юлиан Семёнов, отец Штирлица, решил создать «Совершенно секретно»... Обладая самыми широкими связями, Юлиан Семёнович сумел убедить тогдашнего Председателя Совета Министров Рыжкова выделить газете кредит. Знатоки называют невиданную по тем временам сумму — то ли миллион, то ли полтора миллиона долларов. На эти деньги было закуплено новейшее импортное оборудование. Сотрудники получали зарплату раз в пять больше, чем в других изданиях: ведь «Совершенно секретно», несмотря на государственный кредит, было, но сути, первым частным изданием в стране. /.../ Артём оказался в газете не сразу, а когда его пригласили — и вовсе не на руководящих постах. Но тогда он вполне довольствовался своим журналистским хлебом. Зато с маслом. Вся административная деятельность в «Совсеке» лежала на плечах самого Семёнова и его заместителя Александра Плешкова
В этой же книге писатель детально анализирует версию причастности Артёма Боровика к вероятному убийству основателя газеты Семёнова и его первого заместителя Плешкова:
Молодой журналист, отпрыск хорошей советской вельможной семьи (папа Генрих Боровик — «Председатель Комитета Борьбы за мир», в Совдепе это была кагэбэшная должность, соответствующая генеральскому званию, глава Комитета автоматически был видный гэбэшник), приходит в атмосферу денег, свободных поездок за границу... А он в этой империи — «вовсе не на руководящих постах». Как парень эффективный и энергичный, он мог бы стать «на руководящих». Но есть уже Плешков — ещё более работоспособный, пунктуальный, чёткий, таких работников в России — раз, два и обчёлся. Боровик видит, что на пути его стоит только Плешков, все остальные сотрудники не в счёт, они обычные рабочие лошадки...
Приложением к «Совершенно секретно» в 1989—1993 годах 4—6 раз в год выходил альманах МАДПР «Детектив и политика» (главный редактор — Юлиан Семёнов; выходил в издательстве Агентства печати «Новости»).

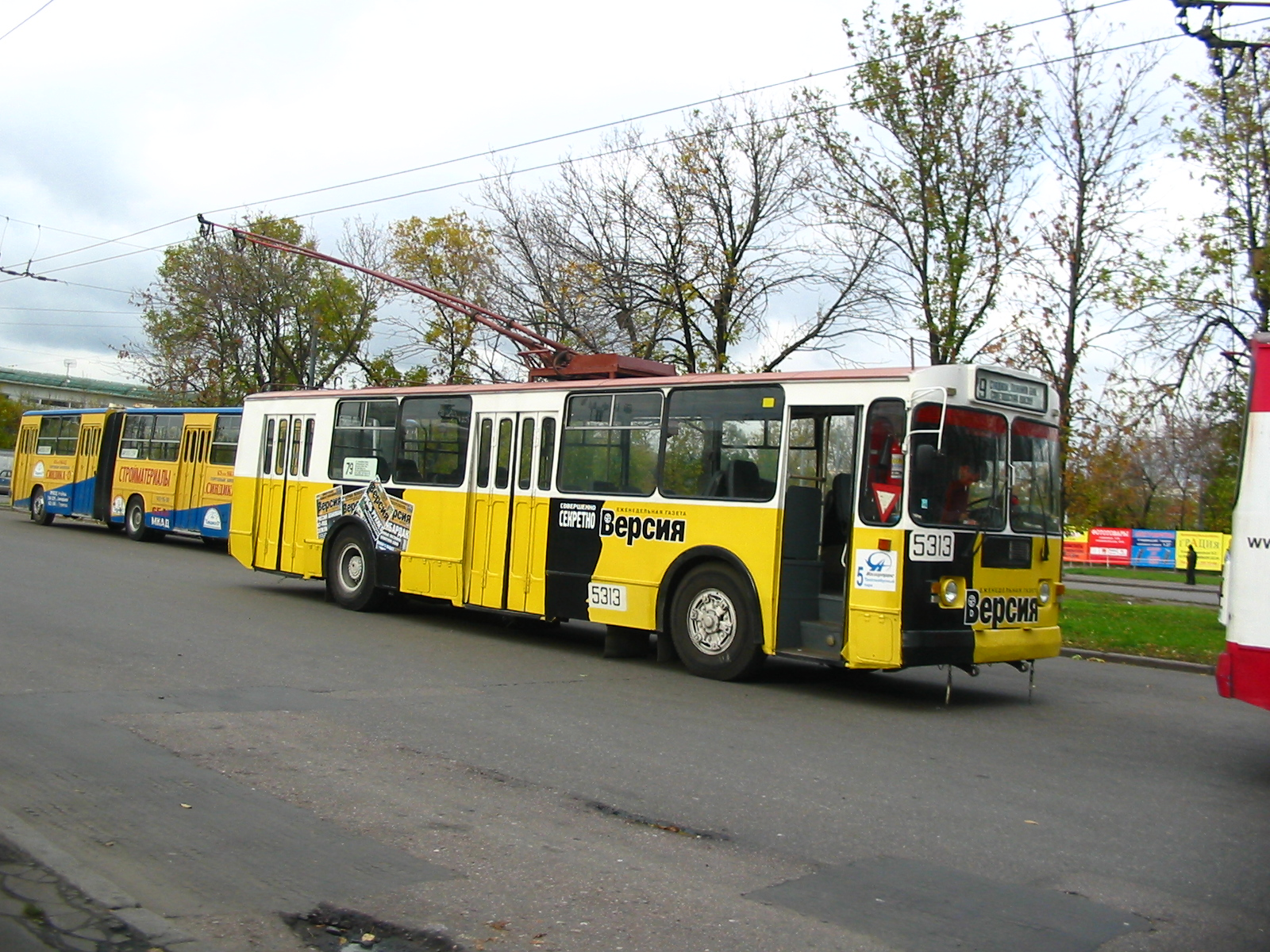
Реклама газеты "Совершенно секретно" на московском троллейбусе (2004)

### Перспектива закрытия в 2020—2021 годах
В конце 2020 года газета оказалась на грани закрытия по финансовым причинам. В январе 2021 года вышел только один номер газеты (48 полос, тиражом 12400 экземпляров), состоявший (как было объявлено на первой полосе) исключительно из материалов, опубликованных в «Совершенно секретно» в 2020 году. На последней полосе этого номера было опубликовано обращение к читателям с просьбой жертвовать деньги, чтобы газета продолжила выходить, причём сообщалось, что редакция задолжала авторам публикаций и сотрудникам:

Мы вынуждены обратиться к вам за помощью, так как не имеем спонсоров и существуем только за счёт тех денег, что платят за газету наши верные поклонники. Независимость в наше время стоит недёшево, а расходы на выпуск газеты непрерывно растут — вместе с ними, к сожалению, растёт задолженность перед сотрудниками газеты и авторами…
Следующий номер «Совершенно секретно» — № 462 — вышел только 15 апреля 2021 года, имел тираж 12400 экз. и объём 24 цветные полосы. В дальнейшем газета продолжала выходить регулярно, но в уменьшенном объёме (24 полосы по состоянию на август 2022 года). Тираж продолжил снижаться — номер за август 2022 года имел тираж 9300 экз.

## Судебные иски и скандалы
После гибели Артёма Боровика концерн возглавила вдова — Вероника Боровик-Хильчевская, на сайте холдинга сказано, что газета «сохранила своё, ни на какое другое не похожее лицо, суть которого — независимость и непредвзятость». К газете после гибели Боровика в 1999 году предъявлялись судебные иски, некоторые из которых редакция выиграла.
- В 2001 году Вероника Боровик-Хильчевская обвинила банкира и сенатора Пугачёва в том, что тот распускает слухи «о покупке холдинга „Совершенно секретно“ металлургическим магнатом Алексеем Мордашевым с целью продвижения в печать антипрезидентских материалов и шантажирования ими президента»[18].
- В 2003 году холдинг проиграл суд с «Альфа-групп», «поводом для которого стало журналистское расследование Олега Лурье, опубликованное в газете «Версия», входящей в холдинг. Публикации были признаны не соответствующими действительности и порочащими деловую репутацию истцов. В частности, таковыми сочли сведения об участии Петра Авена и Михаила Фридмана в организации транзита наркотиков из Юго-Восточной Азии через Россию в Европу; о противозаконных контактах с международными авантюристами, связях с криминалом и других противоправных действиях. Суд обязал издание опубликовать опровержение и возместить моральный вред истцам (в общей сложности 7,5 млн руб.), а также солидные судебные издержки»[19].
- Осенью 2008 года редакция выиграла суд с холдингом «РАТМ»[20]
- В феврале 2011 года Гагаринский суд Москвы взыскал 5 тысяч рублей с газеты «Совершенно секретно» в пользу Сергея Смирнова, которому была приписана фраза «вы у нас умоетесь и захлебнётесь кровью»[21].
- Весной 2011 года Управление делами Президента Российской Федерации обратилось в суд с иском к «Совершенно секретно», по поводу сведений, опубликованных в № 08/255 за июль 2010 года, иск был судом удовлетворён[22].
- Летом 2011 года предприниматель Александр Лебедев подал иск за нанесение морального ущерба на сумму 30 миллионов рублей[23].

## Главные редакторы
- Юлиан Семёнов (1989—1993).
- Артём Боровик — обозреватель и главный редактор в 1990-е годы (1993—2000), которого коллеги уговорили в своё время уйти из журнала «Огонёк»[24]; на сайте издания отмечено, что «при Артёме „Совершенно секретно“ дала новые побеги. Вокруг газеты возник целый медиахолдинг: одноимённая телекомпания, газета „Версия“, один из первых в России „глянцевых“ журналов — „Лица“».
- Галина Сидорова (2001—2010), ушла «по собственному желанию из-за возникших разногласий по вопросам стратегии развития издания» с Вероникой Боровик-Хильческой[25].
- Сергей Соколов (1997—1999, 2011—2012, 2015—2018).
- Людмила Телень (2012—2014)[26], которая «вернула „Совершенно секретно“ в то проамериканское политическое русло, по которому вела издание Сидорова»[27].
- Вадим Саранов (2014—2015).
- Олег Соловьёв (2018—2021). Российский журналист. Член Союза журналистов Москвы и России, член Международной федерации журналистов (IFJ). В 1998 году окончил факультет журналистики МГУ им. Ломоносова, во время учёбы работал на «Радио России» (ВГТРК). С 1998 по 1999 год — руководитель региональной корреспондентской сети ИА «Аргументы и Факты-Новости». Работал в ведущих федеральных СМИ, таких как, газета «Россiя», «КоммерсантЪ», общественно-политическое издание SmartNews.ru
- Артем Иутенков (с января 2022 г. по настоящее время)

## Журналисты газеты в разные годы
- Евгений Додолев — обозреватель и первый штатный сотрудник, автор рубрикатора и макета в 1989 году.
- Лариса Кислинская, её первые расследования в «Совершенно секретно» рассказывали о «банных похождениях» бывшего министра юстиции РФ Валентина Ковалёва.
- Дмитрий Лиханов — был обозревателем газеты в 1989—1994 гг.[28] По результатам журналистских расследований написал и опубликовал несколько десятков статей о деятельности КГБ в период холодной войны. Некоторые из этих материалов, как, например, расследование покушения на А. И. Солженицына и его переписка с лауреатом Нобелевской премии на эту тему были опубликованы в крупнейших западных изданиях, таких как Guardian, La Stampa, El Pais и других.
- Олег Лурье (1998—1999).
- Артем Иутенков (с 2014 по настоящее время).
- Александр Плешков, заместитель основателя-редактора Юлиана Семёнова; позднее был отравлен в Париже на совместном обеде с главным редактором французского еженедельника VSD после прогулки с Эдуардом Лимоновым[29][30][31][32][33][33].
- Алексей Челноков (1997—1999, 2011—2012, 2015—2018).
- Леся Дудко (с 2013 по настоящее время).